# Municipio de Lancaster City
El municipio de Lancaster City (en inglés: Lancaster City Township) es un municipio ubicado en el condado de Fairfield en el estado estadounidense de Ohio. En el año 2010 tenía una población de 38 754 habitantes y una densidad poblacional de 825,04 personas por km².

## Geografía
El municipio de Lancaster City se encuentra ubicado en las coordenadas 39°43′28″N 82°36′13″O / 39.72444, -82.60361. Según la Oficina del Censo de los Estados Unidos, el municipio tiene una superficie total de 46,97 km², de la cual 46,81 km² corresponden a tierra firme y (0,35%) 0,17 km² es agua.

## Demografía
Según el censo de 2010, había 38754 personas residiendo en el municipio de Lancaster City. La densidad de población era de 825,04 hab./km². De los 38754 habitantes, el municipio de Lancaster City estaba compuesto por el 95,87% blancos, el 1,02% eran negros, el 0,26% eran amerindios, el 0,47% eran asiáticos, el 0,04% eran isleños del Pacífico, el 0,61% eran de otras razas y el 1,74% pertenecían a dos o más razas. Del total de la población el 1,63% eran hispanos o latinos de cualquier raza.